# Monbazillac
Monbazillac – miejscowość i gmina we Francji, w regionie Nowa Akwitania, w departamencie Dordogne.
Według danych na rok 1990 gminę zamieszkiwały 902 osoby, a gęstość zaludnienia wynosiła 46 osób/km² (wśród 2290 gmin Akwitanii Monbazillac plasuje się na 467. miejscu pod względem liczby ludności, natomiast pod względem powierzchni na miejscu 545.).